# Аилук
Аилук (Аэлёк) (англ. Ailuk, марш. Aelok [ɑ̯ɑ͡æe̯elʲe͡okʷ]) — атолл в Тихом океане в цепи Ратак (Маршалловы Острова). Исторические названия — атолл Крузенштерна, Пискадор (англ. Piscadore), Уоттс (англ. Watts), Тиндал (англ. Tindal).

## География

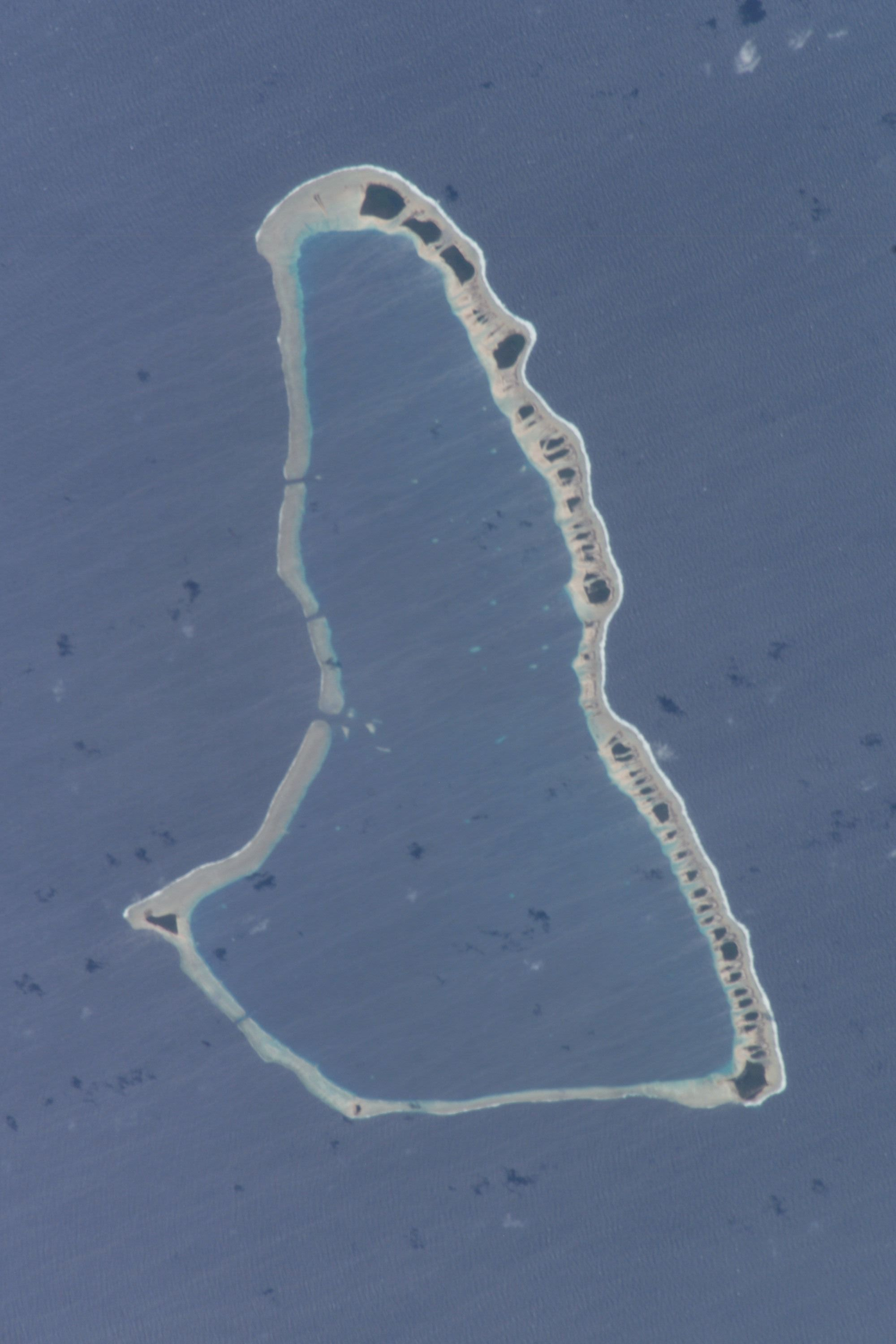
Атолл Аилук. Вид из космоса

Атолл расположен в 72 км к северу от атолла Джалуит. Ближайший материк, Австралия, расположен в 3800 км.
Аилук имеет треугольную форму. Состоит из 55 островков, или моту. Площадь сухопутной части острова составляет 5,36 км², лагуны — 177,34 км². Растительность на Аилуке типичная для других атоллов Тихого океана.
Преобладают кокосовые пальмы, которые выращиваются на местных плантациях для производства копры.
Климат на Аилуке тропический. Случаются разрушительные циклоны.

## История
Согласно мифологическим представлениям маршалльцев, остров был создан богом Лова.
Аилук был впервые открыт европейцами 10 января 1565 года. Это сделал испанский путешественник Мигель Лопес де Легаспи. 
Повторно открыт русским путешественником Отто Евстафьевичем Коцебу в ходе кругосветного плавания на бриге «Рюрик». 28 февраля 1817 года матросом с салинга были замечены три низменных острова, оказавшихся самыми южными островами не нанесённого на карту атолла, который Коцебу назвал атолл Крузенштерна в честь Ивана Фёдоровича Крузенштерна. 2 марта, обнаружив достаточно глубокий и широкий проход в окружающем атолл рифе, Коцебу ввёл бриг во внутреннюю лагуну и в течение недели исследовал острова атолла и проводил ремонтные работы на судне. Островитян, с которыми сложились дружеские отношения, он описывает во всем похожими на жителей других открытых ранее островов цепи Ратак. Также он отмечает бедность почв атолла, из-за чего встречающихся на соседних островах в изобилии хлебных деревьев здесь было очень мало, а на некоторых островах они вообще отсутствовали, а пандановые деревья очень ценятся и оберегаются. Исследователей удивило малое население островов атолла, пока они не узнали, что из-за скудности ресурсов, на атолле существовал закон, запрещающий матери иметь больше 3 детей, лишних убивали. Из домашних животных на островах атолла разводили кур.
Впоследствии мимо острова проплывало множество торговых и китобойных судов.
В 1860-х годах на Маршалловых островах стали появляться первые германские торговцы копрой, а в 1874 году Испания официально объявила о своих притязаниях на архипелаг. 22 октября 1885 года Маршалловы острова были проданы Испанией Германии, которая управляла архипелагом через Джалуитскую компанию. Официально германский протекторат над островами был установлен 13 сентября 1886 года. С 1 апреля 1906 года все острова архипелага были в составе Германской Новой Гвинеи, подчиняясь окружному офицеру Каролинских островов. В 1914 году Маршалловы острова были захвачены японцами. В 1922 году острова стали мандатной территорией Лиги Наций под управлением Японии. С 1947 года архипелаг стал частью Подмандатной территорией Тихоокеанские острова под управлением США. В 1979 году Маршалловы острова получил ограниченную автономию, а в 1986 году с США был подписан Договор о свободной ассоциации, согласно которому США признавали независимость Республики Маршалловы Островов. С тех пор Аилук — часть Республики Маршалловы Острова.

## Население
В 2011 году численность населения Аилука составляла 339 человек. Аилук образует один из 33 муниципалитетов Маршалловых Островов. В нижней палате парламента страны (марш. Nitijela) остров представляет один депутат.